# Домициан
Тит Флавий Домициан (на латински: Titus Flavius Domitianus) е третият и последен римски император от династията на Флавиите. Домициан управлява Римската империя от 81 до 96 година. Той е по-младият син на Веспасиан и неговата съпруга Домицила, и е по-малък брат на Тит, след когото наследява трона.
Пълното му наименование като император е Тит Флавий Цезар Домициан Август (от 84 г. получава и името Германик), Велик понтифик, 9 пъти избиран за консул (от 83 до 88 и през 90, 92 и 95 г.), цензор (от 5 септември 85 г., – несменяем), 16-кратен трибун (от 13 септември 81 – ежегодно), авгур и член на колегията на Арвалските братя.

## Ранен живот
Според Светоний Домициан прекарва детството си в нищета и порок, в дома му нямало нито един сребърен съд (белег на бедност), а бившият претор Клодий Полион пазел и нерядко показвал собственоръчно написана бележка от Домициан, в която той обещавал да прекара с него една нощ. Светоний пише: „Според някои Домициан се отдавал и на непосредствения си приемник Нерва“. Летописците от това и по-късно време, като Плиний, Светоний и Тацит, излагат много подробни факти и правят осъдителни оценки за характера на Домициан – склонен към усамотение, плах и избухлив, водел ленив и изнежен живот, а оплешивяването му било неговото слабо място; мрачен и високомерен в общуването, с течение на времето се засилвала неговата коварност и отмъстителност.
Домициан прекарва своите младежки години и ранна кариера в сянката на брат си Тит, който печели войнска слава по време на Първата Еврейско-Римска война. Тази ситуация продължава и при управлението на Веспасиан, който става император през 69 г., след гражданската война, известна като Година на Четиримата императори. Докато Тит управлява като съимператор с баща си, Домициан е държан настрани от управлението – той получава почести, но няма отговорности. При управлението на Веспасиан и Тит, Домициан носи почетното название Princeps iuventutis („Принцепс на младежите“ – от 69 до 81 година) и споделя с тях титлата „цезар“.
Когато Веспасиан умира на 24 август 79 година, той е наследен от Тит. Скоро и Тит умира, на 13 септември 81 година. На следващия ден Домициан е провъзгласен за император от Преторианската гвардия, с което се полага началото на неговия 15-годишен принципат.

## Император
Опрян на армиите, провинциалното население, пролетариата и плебса в Рим, Домициан твърдо налага новия режим на военен абсолютизъм. За разлика от баща си и брат си, Домициан засилва монархическите тенденции, изисквайки гражданите да се обръщат към него с високопарната титла „Доминус“ („господар“), с което предизвиква негодуванието на всички обществени слоеве. Той среща съпротивата на благородниците от Сената, сред които възникват интриги и заговори. Мнителен по природа, Домициан реагира бурно и потиска чрез терор опозицията на знатните.

### Вътрешна политика
За да запази благоразположението на широките маси от народа, Домициан възобновява масовата практика на раздаване на храна и подаръци, организира пищни представления, състезания и празненства, опрощава данъци на населението, увеличава заплатите на войниците. През 88 г. са отпразнувани Ludi Saeculares – секуларните (столетните) игри в Рим, на които представят зрелища с гладиатори и екзотични животни.
В столицата са построени още нови обществени сгради – Одеон на Домициан, Стадион на Домициан, Дворец на Флавиите на Палатин, завършени или поправени са някои строежи, започнати от предишните императори (като Колизеума например). Всичко това е свързано с увеличени разходи, което влияе твърде зле на хазната и с течение на времето Домициан започва да практикува т.нар. проскрипции – конфискация на частна собственост в полза на държавата, засягайки особено представителите на нобилитета и богатите сенатори, които и бездруго не одобряват неговата политика.
В държавните дела Домициан следва модела на просветено самодържавие. Той се стреми да възвърне силата и блясъка на империята от времето на Август. Заздравява контрола над администрацията и прилага строги мерки срещу корупцията; според неговия съвременник Светоний, имперските служители никога не са били по-неподкупни, а провинциите изпитват облекчение от бюрократичния произвол. Смята се че това допринася за последвалия възход на градовете по време на следващите императори от Златния век на Рим.
Въпреки всичките му усилия и лична заинтересованост във всяка сфера, Домициан невинаги се оказва достатъчно компетентен, а неговата икономическа политика като цяло се счита за непопулярна и не съвсем ефективна. В първите години на управлението му е възстановен първоначалният висок стандарт на сребърните денарии, но изчерпаните средства и паричните затруднения карат императора да изостави тези опити и да повиши данъците. Заповядва да се изкоренят лозята в Италия, за да бъде увеличено производството на зърно, с което си навлича подигравките на народа.
Популизма и стремежите на Домициан към автократична власт и божествени почести стават причина за възмущение и недоволство срещу императора, критикуван най-вече от благородниците и образования елит. Като следствие той предприема гонение на всички астролози и някои философи, по подобие на Веспасиан, за което е наречен „Плешивия Нерон“. Забранява кастрирането на роби и хомосексуализма. Също така засяга християните и юдеите, които биват обявени извън закона и подложени на репресии. Малко преди убийството му Домициан е подготвял гонение срещу християнството, което било проникнало дори сред някои членове на императорската фамилия.
Домициан се изтъква като избраник на Минерва, една от богините-покровителки на Рим, изявява се като защитник на обществения морал и заповядва екзекуцията на весталка, престъпила обета за девственост. В същото време императора предизвиква скандали с невъздържаното и неприлично поведение в личния си живот. Обявява се за доживотен цензор (85 г.). Преименува месеците септември и октомври съответно на германик и домициан. Създава обширна мрежа от шпиони и доносници.

### Външна политика и войни
Домициан води динамична и в началото успешна външна политика. По време на неговото управление Римската империя завладява земите между горното течение на Рейн и Дунав, където в т.нар. „Десетинни поля“ (Agri Decumati) са заселени римски колонисти. Против варварските заплахи там е построена система от укрепления – наземни насипи и дървени валове, защитени от стражеви кули (кастели). През 82 – 83 г. Домициан организира нов легион (Legio I Minervia), нарежда неочаквана атака срещу племето хати, а след победата е почетен с триумф и присвоява титлата „Germanicus“.
В Британия военачалникът Агрикола води поход (77 – 84 г.) срещу племената в Каледония (дн. Шотландия), разширява римските владения и предприема морска експедиция в Северно море. Но за да не засенчи славата на императора, успешният пълководец е отзован в Рим, където празнува триумф, докато легионите скоро се изтеглят обратно поради невъзможност да се отбраняват тези отдалечени и негостоприемни територии.
Честите нападения на даки и сармати, започват да създават затруднения на империята. Тези народи, които тепърва излизат от племенния строй и започват да формират своята държавност в Европа, предприемат нахлувания и опустошават римските провинции около Дунав. В започналата война с даките Рим претърпява поражение. В Илирик загива преторианският префект Корнелий Фуск заедно с два легиона (85/86 г.), трагедия, която е сравнена с разгрома на Квинтилий Вар при Тевтобургската гора. След този случай самият Домициан пристига в Мизия, за да контролира военните действия лично. Неговата намеса обаче не води до особено добър резултат. През 89 г. след жестоки боеве Рим е принуден да сключи с даките мирен договор, по силата на който те се съгласяват да не нарушват границите на империята, а Домициан се задължава в замяна на това да им дава ежегодно голям паричен подарък. Въпреки провала на кампанията той празнува триумф в Рим, на който представя като трофеи и военна плячка предмети, които е взел от императорската съкровищница.
На източните граници на империята, войските на Рим също претърпяват неуспех. Те се опитват да завладеят проходите към брега на Каспийско море, но са отблъснати от кавказките племена в дн. Азербайджан. Тези военни неудачи подкопават авторитета на Домициан и през зимата на 89 г. два легиона провъзгласяват за император легата на провинция Долна Германия – Антоний Сатурнин. Узурпаторът търси помощ от германските племена, но започналият ледоход попречва на варварите да преминат река Рейн. Въпреки че по стечение на обстоятелствата потушава този бунт без да се стигне до кърваво стълкновение, Домициан знае, че много от сенаторите са съпричастни със Сатурнин и са против него.

### Заговор
В последните години принципатът на Домициан приема облика на безмилостна тирания и буди всеобща ненавист. Започвайки масови екзекуции, в края на управлението си Домициан е обзет от клинична параноя, дотолкова че според Светониевите словоизлияния поставя огледала навсякъде в императорския дворец, за да вижда всичко зад гърба си, а и убива мнозина знатни поради неоснователни и нелепи съмнения. Жертва стават дори и членове на императорската фамилия – консулите Флавий Сабин в 82 г. и Флавий Клемент в 95 г., последният и заради това че приема християнството. Единствената вярна опора на императора остават войниците, които получават увеличение на заплащането.
През септември 96 г. Домициан става жертва на заговор в собствения си дворец, организиран от неговите врагове в Сената, Стефан (иконом на покойната Юлия Флавия), членове на преторианската гвардия и императрица Домиция Лонгина. Според слуховете императорът знае от астрологични предсказания, че ще умре около обяд. По тази причина той не почива по това време на деня. В своя последен ден Домициан е неспокоен и няколко пъти пита слугата си колко е часа. Момчето е посветено в заговора и го излъгва, че фаталният момент е минал. Успокоен императорът отива при своето бюро, за да подпише няколко декрета, когато е нападнат и намушкан осем пъти от Стефан. Когато римският Сенат разбира за убийството на Домициан, издава декрет да бъдат унищожени всички негови изображения, а името му било осъдено на проклятие („Damnatio memoriae“). Домициан е наследен от един от най-старите сенатори – Марк Кокцей Нерва, първият от „Петимата добри императори“.
За Домициан поетът Марциал написва:
| „ | Флавиев роде, що за позор ти донесе твоят трети наследник! Зарад него да не бяха се раждали и първите двама. | “ |

### Галерия
- Одеон на Домициан (макет)
- Квадранс на Домициан издаден по случай Столетните игри в Рим